# (2114) Wallenquist
(2114) Wallenquist – planetoida z grupy pasa głównego asteroid okrążająca Słońce w ciągu 5 lat i 259 dni w średniej odległości 3,19 au. Została odkryta 19 kwietnia 1976 roku w Obserwatorium Mount Stromlo przez Claesa Lagerkvista. Nazwa planetoidy pochodzi od Åke Wallenquista (1904-1994), szwedzkiego astronoma. Przed nadaniem nazwy planetoida nosiła oznaczenie tymczasowe (2114) 1976 HA.